# چتال
چتال (به انگلیسی: Chattal) یک روستا در پاکستان است که در پنجاب واقع شده‌است.